# Токсичный мститель (франшиза)
«Токсичный мститель» (англ. The Toxic Avenger) — малобюджетная франшиза, созданная в 1984 году в фильме «Токсичный мститель» и продолжающаяся в трёх сиквелах, музыкальной постановке, видеоигре и детском мультсериале. Два менее успешных сиквела, «Токсичный мститель 2» и «Токсичный мститель 3: Последнее искушение Токси», были сняты как один фильм. Однако режиссёр Ллойд Кауфман понял, что снял слишком много материала для одного фильма, и разделил его на два. Позднее было выпущено третье независимое продолжение под названием «Гражданин Токси: Токсичный мститель 4». В анимационном детском сериале «Токсичные крестоносцы» Токси был лидером команды мутировавших супергероев, сражавшихся против злых инопланетных загрязнителей. Мультсериал просуществовал недолго и вскоре был закрыт. В 2019 году было объявлено, что Legendary Pictures снимут ремейк. Создатели оригинального фильма Ллойд Кауфман и Майкл Херц из Troma Entertainment выступят в роли продюсеров, а Мейкон Блэр напишет сценарий и срежиссирует новую картину.
Фильмы, как правило, повествуют о героических подвигах Мелвина Ферда, слабого и тощего уборщика, превращённого в деформированного и мутировавшего супергероя — Токсичного Мстителя или просто Токси, под воздействием токсичных химикатов. Все фильмы в серии были выпущены компанией Troma Entertainment, известной производством низкобюджетных B-фильмов с концепцией кэмпа и ужасным насилием. Фактически проигнорированный после его первого выпуска, «Токсичный мститель» завоевал популярность у киноманов после долгого и успешного проката в знаменитых кинотеатрах «Бликер-стрит» в Нью-Йорке в конце 1985 года. В конце концов он стал рассматриваться как культовая классика.

## Серия фильмов
| Фильм                                                  | Режиссёр(ы)                | Сценарист(ы)                                                                                            | Описание                     |
| ------------------------------------------------------ | -------------------------- | --- | ---------------------------- |
| Токсичный мститель (1984)                              | Ллойд Кауфман и Майкл Херц | Ллойд Кауфман и Джо Риттер                                                                              | Оригинальный культовый фильм |
| Токсичный мститель 2 (1989)                            | Ллойд Кауфман и Майкл Херц | Ллойд Кауфман, Периклс Льюнес, Гэй Партингтон Терри, Фил Риво, Эндрю Волк, Фумио Фуруя и Йошико Миямото | Сиквел оригинала             |
| Токсичный мститель 3: Последнее искушение Токси (1989) | Ллойд Кауфман и Майкл Херц | Ллойд Кауфман, Периклс Льюнес, Гэй Партингтон Терри, Фил Риво, Эндрю Волк, Фумио Фуруя и Йошико Миямото | Сиквел                       |
| Гражданин Токси: Токсичный мститель 4 (2000)           | Ллойд Кауфман              | Ллойд Кауфман, Патрик Кэссиди, Трент Хэга                                                               | Сиквел                       |
| Токсичный мститель (2023)                              | Мейкон Блэр                | Мейкон Блэр                                                                                             | Ремейк                       |

## Другие медиа
- «Токсичные крестоносцы» — анимационный спин-офф
- All I Need to Know about Filmmaking I Learned from The Toxic Avenger — автобиографическая книга
- Токсичный мститель: Мюзикл — мюзикл, основанный на оригинальном фильме
- Toxic Crusaders — видеоигра для NES, Game Boy и Sega Genesis